# Klášter Cadouin
Klášter Cadouin je starý akvitánský klášter ležící mezi Sarlatem, Bergeracen a Dordogne. Byl založen roku 1115 jako cisterciácká fundace a je dceřiným klášterem kláštera Pontigny, zakládajícím opatstvím jedné z pěti větví cisterciáckého řádu. Klášterní kostel byl posvěcený v roce 1154.